# Acmaeops brachypterus
Acmaeops brachypterus är en skalbaggsart som beskrevs av K. Daniel och J. Daniel 1899. Acmaeops brachypterus ingår i släktet Acmaeops och familjen långhorningar.
Artens utbredningsområde är Kazakstan. Inga underarter finns listade i Catalogue of Life.